# حسن علام القابضة
حسن علام القابضة أو شركة أبناء حسن علام هي شركة قابضة مصرية تأسست سنة 1975 على يد حسن علام. كلفت الشركة بعدة مشاريع: بناء مصانع، محطات كهربائية، أبنية، محطات تطهير المياه ، توسعت أعمال الشركة في بداية التسعينات لتشمل العقار وصناعة الأسمنت.

## شركات المجموعة[4]

### الهندسة والإنشاءات
تعتبر أعمال الهندسة والمشتريات والبناء للمجموعة ، والتي تعمل بشكل أساسي من خلال فرعها الرائد حسن علام للإنشاءات ، واحدة من أكبر العمليات المملوكة للقطاع الخاص في مصر وواحدة من أقدم العمليات في منطقة الشرق الأوسط وشمال إفريقيا. وهي تركز على المشاريع الكبيرة والمعقدة تقنيًا مثل محطات الطاقة ومرافق معالجة المياه والصرف الصحي والمصانع الصناعية والبتروكيماوية ، فضلاً عن العقارات السكنية والتجارية الراقية والطرق والجسور.

#### إتش ايه للإنشاءات
تقدم شركة حسن علام للإنشاءات خدمات الهندسة والمشتريات والبناء في المشاريع المعقدة واسعة النطاق. إنها واحدة من أكبر شركات المقاولات العامة في السوق المصري وهي من بين الأسماء التجارية الأكثر شهرة في الصناعة. إنه واحد من بين مجموعة من المقاولين الذين يغطون جميع القطاعات الرئيسية في السوق ولديهم القدرة على تقديم مشاريع معقدة عالية القيمة.

#### إتش ايه للإنشاءات السعودية
يوفر خدمات الهندسة والمشتريات والبناء في المملكة العربية السعودية.

#### إتش ايه للإنشاءات الجزائر
يوفر خدمات الهندسة والمشتريات والبناء في الجزائر.

#### إتش ايه للتكنولوجيا
تقدم خدمات المقاولات الكهروميكانيكية والتكنولوجيا المبتكرة ، فضلاً عن حلول لتكامل النظام والأمن ومناولة الأمتعة ومراكز البيانات.

#### إتش ايه للطرق و الكباري
يسلم مشاريع البنية التحتية الوطنية للنقل للحكومات الإقليمية.

#### إتش ايه للتجارة و الهندسة
يوفر خدمات تجارية واستشارية كاملة ، من تحديد مصادر المنتجات والشراء والشحن والتخزين والتسليم لمتابعة تحليل الخدمة. يوفر خط الأعمال هذا الوصول إلى منصة من المنتجات الكهربائية والميكانيكية والمدنية والعمارة ومواد التشغيل للعملاء.

#### بيجسكو
يوفر الهندسة ، ومراقبة المشروع ، وإدارة الموقع ، وإدارة الجودة ، والعقود الأولية وخدمات المشتريات ، بالإضافة إلى حلول المشاريع المتكاملة من مرحلة التطوير حتى العمليات التجارية.

#### الشركة الدولية لتكنولوجيات البيئة (إنتيك) INTECH
استحوذت شركة حسن علام القابضة على حصة مسيطرة في Intech في فبراير 2019. Intech هي مقاول هندسة بيئية رائد متخصص في تقنيات معالجة المياه. جعلت قدراتها الفريدة من نوعها واحدة من أكثر شركات المقاولات احتراما في مجال معالجة المياه. تأسست الشركة عام 1996 ، وهي مكرسة لتحسين نوعية الحياة للمصريين من خلال تحسين ظروف المياه في جميع أنحاء البلاد. تزود Intech العملاء بحلول شاملة وفعالة من حيث التكلفة بما في ذلك التخطيط والتصميم والتطوير والتشغيل والصيانة باستخدام أحدث التقنيات وأنظمة التحكم المتكاملة.

#### بيوورك ايه جي
تأسست Bioworks AG في عام 2007 ، ومقرها في ميونيخ بألمانيا ، وهي شركة عالمية رائدة في تصميم وبناء أنظمة معالجة المياه ذات التهوية الممتدة على نطاق واسع ، حيث طورت أكثر من 120 مشروعًا في 25 دولة حول العالم. استحوذت حسن علام القابضة على Bioworks AG في عام 2018 ، مما يمثل امتدادًا رئيسيًا لعروضنا في معالجة المياه ومياه الصرف الصحي ودفع ريادتها في النظم المستدامة لصناعة المياه في إفريقيا ودول مجلس التعاون الخليجي والصين والولايات المتحدة وروسيا ودول رابطة الدول المستقلة. ستضيف تكنولوجيا وخبرات Bioworks خدمات رئيسية إلى القدرات الحالية لمجموعة حسن علام في تحلية المياه وتنقية المياه ومياه الصرف الصحي للصناعة.

#### جينت
هي شركة استشارية متكاملة الخدمات وتنسيق الحدائق مع فلسفة تصميم / بناء واضحة وفريدة من نوعها تأسست في سبتمبر 2020 ، وهي شركة تابعة جديدة من حسن علام القابضة. يتكون Jinet من مجموعة من المهنيين ذوي الخبرة العالية والمهندسين الذين كانوا يديرون أفضل مجتمعات المناظر الطبيعية جودة في مصر ويقومون ببناء تصميمات فريدة للحدائق الخاصة ، مع إيلاء الكثير من الاهتمام للتفاصيل الصغيرة ، حيث يمكنك مشاركة أفكارك مع جعلهم ، بالتعاون ، في الحياة.

### مواد البناء
يقوم خط أعمال مواد البناء لدينا بتصنيع وتوريد مجموعة واسعة من المنتجات في جميع أنحاء مصر. توفر مواد البناء القياسية للمقاولين (بما في ذلك وحدة البناء والهندسة الخاصة بالمجموعة) الذين يعملون في مشاريع تتراوح من مجمعات المكاتب إلى مرافق الغاز الطبيعي المسال (LNG) الحديثة. تشمل خطوط الأعمال المختلفة تصنيع الصلب والخرسانة الجاهزة وورشة الأخشاب والمحاجر والأنابيب ومنتجات الخرسانة. إنه يوفر دعمًا أساسيًا لمجموعتنا من الشركات وكذلك العملاء المحليين والدوليين لإنشاء حلول مخصصة تلبي متطلبات أي مشروع معين.

#### ثري اس للخرسانة الجاهزة
توريد الخرسانة الجاهزة لمشاريع البناء والبنية التحتية الكبرى. تمتلك وتدير محجرين مجمعين.

#### إتش ايه لمنتجات الخرسانة
تقوم بتصنيع مجموعة متنوعة من العناصر والحلول مسبقة الصب ، خاصة لمنتجات البناء والبنية التحتية.

#### شركة الأنابيب الوطنية
تقوم بتصنيع الأنابيب الخرسانية مسبقة الصب وأنابيب الأسطوانات الخرسانية سابقة الإجهاد لخطوط أنابيب نقل المياه وتطبيقات شبكات مياه الصرف الصحي.

#### إتش ايه للهياكل المعدنية
يوفر خدمات الهندسة والمشتريات والبناء في المشاريع المعقدة واسعة النطاق.

#### إتش ايه للأخشاب
تقوم بتصنيع مجموعة كبيرة من الألواح الخشبية والميزات المعمارية ومنتجات أخرى لصناعة البناء.

#### كور للأعمال الهندسية المتخصصة
توريد خدمات الأرضيات الراتينجية والعزل المائي.

### الطاقة و المرافق
HA Utilities هي منصة لتطوير الأصول والاستثمار في الطاقة ، ومصادر الطاقة المتجددة ، والفرص المتعلقة بالمياه التي تعالج السوق المتنامي للبنية التحتية في مصر وإفريقيا ومنطقة الشرق الأوسط وشمال إفريقيا.